# Кобер, Леопольд
Леопольд Кобер (нем. Leopold Kober, 21 сентября 1883, Пфафштеттен, Баден — 6 сентября 1970, Гальштат, Верхняя Австрия) — австрийский геолог.

## Биография
Предложил ряд (впоследствии в значительной степени дискредитированных) теорий орогенеза и ввёл термин «кратоген» для описания стабильной континентальной коры, который позже был сокращён Хансом Штилле до «кратона». Кобер, развивая геосинклинальную теорию, утверждал, что стабильные блоки, известные как форленды, движутся навстречу друг другу, заставляя отложения промежуточной геосинклинальной области перемещаться по форлендам и формируя окраинные горные хребты, известные как Рандкеттен, оставляя при этом промежуточную срединную массу, известную как Цвишенгебирге.